# Voice (série de televisão)
Voice (hangul: 보이스; rr: Boiseu) é uma série sul-coreana exibida pelo canal OCN de 14 de janeiro a 12 de março de 2017, estrelada por Jang Hyuk e Lee Ha-na.
Devido à sua popularidade, uma segunda temporada, Voice 2, foi produzida no ano seguinte. A terceira temporada, Voice 3, foi exibida em 2019.

## Enredo
Moo Jin-hyuk (Jang Hyuk) é um detetive de "cachorro louco" que fica cheio de culpa depois que sua esposa foi assassinada enquanto ele estava no trabalho. Kang Kwon-joo (Lee Ha-na) é uma policial durona que é dotada de perfeitas habilidades psicoacústicas e foi para o perfil de voz. Ela estava trabalhando no call center quando ocorreu um caso brutal de assassinato e no processo de investigação do pai foi morto. Três anos depois, Jin-hyuk e Kwon-joo se unem como "time do Golden Time" e resolvem casos juntos, perseguindo o serial killer que levou seus entes queridos.

## Elenco

### Elenco principal
- Jang Hyuk como Moo Jin-hyuk
- Lee Ha-na como Kang Kwon-joo

### Elenco de apoio

#### Equipe dourada do tempo do centro de 112 relatórios
- Baek Sung-hyun como Shim Dae-shik, detetive júnior e amigo íntimo de Jin-hyuk
- Yesung como Oh Hyun-ho, especialista em tecnologia da informação
- Son Eun-seo como Park Eun-soo, especialista em idiomas
- Kwon Hyung-joong como Chun Sang-pil

#### A polícia
- Lee Hae-young como Jang Kyung-hak
- Jo Young-jin como Bae Byung-gon

### Caracteres de casos

#### Caso de assassinato da esposa do policial de Eunhyung-dong (Ep. 1)
- Oh Yeon-ah como Heo Ji-hye, esposa de Jin-hyuk
- Son Jong-hak como Kang Kook-hwan, pai de Kwon-joo (aparência especial)
- Hwang Sang-kyung como Go Dong-chul, suspeito de assassinato.
- Kim Jae-wook como Mo Tae-goo, CEO da Sungwun Express
  - Song Sung-han como Mo Tae-goo (jovem)

#### Caso de sequestro de Eunhyung-dong (Ep. 1-2)
- Kim Tae-han como Jo Gwang-cheon, sequestrador
- Jeon Soo-jin como Park Bok-nim, rapariga da escola raptada

#### Caso de assassinato e abuso infantil de Burim-dong (Ep. 2-3)
- Bae Jung-hwa como Oh Soo-jin, mãe abusiva
- Choi Seung-hun como Son Ah-ram, criança abusada
- Kwon Byung-gil como Baek Sung-hak, guarda de segurança

#### Caso de sequestro de Hongchang-dong (Ep. 4-6)
- Lee Joo-seung como Hwang Kyung-il, professor de óculos
  - Jung Joon-won como Hwang Kyung-il (jovem)
- Han Bo-bae como Park Eun-byul, irmã mais nova de Eun-soo
- Kim Ji-hoon como Woo Bong-gil, cúmplice

#### Caso de assassinato de Surim-dong Chunsoo (Ep. 6-8)
- Lee Yong-nyeo como Park Bok-soon / Shim Chun-ok, senhorio idoso
- Yoon Kyung-ho como Yoon Pil-bae, inquilino
- Park Eun-young como Bang Mal-nyun, mulher que chamou a polícia
- Shin Seung-hwan como Shim Young-woon, irmão de Chun-ok

#### Caso do refém da febre do clube de Gwangchang-dong (Ep. 9-10)
- Kim Ho-young como Yang Ho-shik, eletricista e gênio hacker

#### Caso do centro de assistência social de Bangha-dong Nakwon (Ep. 11-12)
- Hong Sung-duk como Baek Jin-goo, paciente mental
- Yeo Moo-young como Byun Sang-an / Kang Hyun-pal, diretor do centro de bem-estar
- Jo Wan-gi como Kim Gyu-hwan, terapeuta do centro de bem-estar
- Lee Na-yoon como Sae-bom, menina

#### Caso de acidente de ônibus de Woogyeong-ri (Ep. 14-15)
- Park Noh-sik como Park Jong-woo, motorista de ônibus expresso de Sungwun
- Oh Cho-hee como Na Jung-eun, passageira grávida de ônibus
- Min Jung-sub como Jung Chul-ho, marido de Na Jung-eun
- Kim Hyun como Im Mi-ho
- Kim Jun-hyuk como filho de Im Mi-ho

### Outros
- Lee Si-woo como Moo Dong-woo, filho de Jin-hyuk
- Lee Joo-sil como avó de Eun-soo
- Kim Joong-ki como Park Joong-ki, detetive violento da unidade criminal
- Song Boo-gun como Goo Gwang-soo, detetive violento da unidade criminal
- Baek Cheon-ki como Kim Pyeong-jo, detetive violento da unidade criminal
- Kim Myeong-kuk como Cha Myung-chul
- Choi Ki-sub como tablóide, informante de Jin-hyuk
- Kim Roi-ha como Nam Sang-tae, CEO do desenvolvimento de GP
- Yoon Ji-min como Jang Gyu-ah, a senhora chefe de Fantasia
- Lee Dae-kyung como Mo Gi-beom, presidente da Sungwun Express, pai de Mo Tae-gu
- Jang Won-young como Kwon Chang-tae, diretor do departamento de planejamento da terra
- Kang Moon-kyung como Kim Joon-tae, Ministro do Planejamento da Terra
- Kim Yong-woon como Ji Choon-bae, o braço direito de Nam Sang-tae
- Hong Seung-jin como assassino do Sudeste Asiático
- Song Young-kyu como Park Eun-cheol, promotor que trabalha no grupo Sungwun
- Lee Jae-won como assistente e motorista de Mo Tae-gu
- Kim Ik-tae como médico forense aposentado
- Lee Ji-hye como membro da equipe de ouro do 112 report center
- Kook Ki-hoon como membro da equipe do 112 golden time da central de relatórios
- Ham Sung-min como Pyo Hyun-soo

## Trilha sonora

### Parte 1
| Lançado em 5 de fevereiro de 2017 |                   |                |         |  |
| N.º                               | Título            | Artista        | Duração |  |
| 1.                                | "Word Up"         | Kim Young-geun | 03:13   |  |
| 2.                                | "Word Up" (Inst.) |                | 03:13   |  |

### Parte 2
| Lançado em 19 de fevereiro de 2017 |                  |             |         |  |
| N.º                                | Título           | Artista     | Duração |  |
| 1.                                 | "Voice (목소리)" | Kim Yoon-ah | 03:45   |  |
| 2.                                 | "Voice" (Inst.)  |             | 03:45   |  |

### Parte 3
| Lançado em 5 de março de 2017 |                                   |         |         |  |
| N.º                           | Título                            | Artista | Duração |  |
| 1.                            | "My Ears Are Open (내 귀는 열려)" | Changmo | 04:18   |  |
| 2.                            | "My Ears Are Open" (Inst.)        |         | 04:18   |  |

## Produção
Em 2 de novembro de 2017, uma fonte da OCN confirmou a produção para a segunda temporada do Voice. Em 17 de abril de 2018, foi confirmado que Lee Ha-na reprisará seu papel principal e Lee Jin-wook se juntará à segunda temporada como o novo protagonista masculino. A segunda temporada, Voice 2, exibida em agosto de 2018.
OCN anunciou uma terceira temporada a ser transmitida no primeiro semestre de 2019, com Lee Ha-na e Lee Jin-wook confirmados para reprisar seus papéis. A terceira temporada, Voice 3, exibida em maio de 2019.

## Recepção
Na tabela abaixo, os números azuis representam as audiências mais baixas e os números vermelhos representam as audiências mais elevadas.
| Episódio | Data de transmissão     | Título                                                                                          | Audiência média | Audiência média | Audiência média |
| Episódio | Data de transmissão     | Título                                                                                          | TNmS            | AGB Nielsen     | AGB Nielsen     |
| Episódio | Data de transmissão     | Título                                                                                          | Em todo o país  | Em todo o país  | Seul            |
| -------- | ----------------------- | ----------------------------------------------------------------------------------------------- | --------------- | --------------- | --------------- |
| 1        | 14 de janeiro de 2017   | A Voice in the Dark (어둠 속의 목소리)                                                          | 1.6%            | 2.346%          | 2.397%          |
| 2        | 15 de janeiro de 2017   | Healing Mother's Two Faces (힐링마마의 두 얼굴)                                                 | 2.1%            | 2.986%          | 2.267%          |
| 3        | 21 de janeiro de 2017   | Healing Mother's Two Faces (힐링마마의 두 얼굴)                                                 | 4.9%            | 5.406%          | 5.383%          |
| 4        | 22 de janeiro de 2017   | Dark Generic Bell Sound: The Secret of the Chocolate Box (어둠 속의 벨소리 #초콜릿 상자의 비밀) | 2.9%            | 3.226%          | 2.967%          |
| 5        | 4 de fevereiro de 2017  | Dark Generic Bell Sound: The Secret of the Chocolate Box (어둠 속의 벨소리 #초콜릿 상자의 비밀) | 4.3%            | 5.339%          | 5.540%          |
| 6        | 5 de fevereiro de 2017  | Secret of the Trash House: The Pupil in the Wall (쓰레기집의 비밀 #벽속의 눈동자)               | 3.1%            | 4.236%          | 3.130%          |
| 7        | 11 de fevereiro de 2017 | Secret of the Trash House: The Pupil in the Wall (쓰레기집의 비밀 #벽속의 눈동자)               | 4.4%            | 4.032%          | 3.541%          |
| 8        | 12 de fevereiro de 2017 | Secret of the Trash House: The Pupil in the Wall (쓰레기집의 비밀 #벽속의 눈동자)               | 4.0%            | 4.663%          | 4.354%          |
| 9        | 18 de fevereiro de 2017 | Secret of the Trash House: The Pupil in the Wall (쓰레기집의 비밀 #벽속의 눈동자)               | 4.4%            | 4.974%          | 5.380%          |
| 10       | 19 de fevereiro de 2017 | Devil's Whisperer (악마의 속삭임)                                                               | 4.3%            | 5.358%          | 5.956%          |
| 11       | 25 de fevereiro de 2017 | Devil's Whisperer (악마의 속삭임)                                                               | 4.1%            | 4.192%          | 4.396%          |
| 12       | 26 de fevereiro de 2017 | A Call From the Fiery Pit' (지옥으로부터 온 전화)                                               | 4.3%            | 4.654%          | 5.203%          |
| 13       | 4 de março de 2017      | The Birth of Satan (마왕의 탄생)                                                                | 4.0%            | 3.886%          | 4.061%          |
| 14       | 5 de março de 2017      | The Birth of Satan (마왕의 탄생)                                                                | 3.9%            | 5.132%          | 4.948%          |
| 15       | 11 de março de 2017     | For the Last Golden Time (마지막 골든타임을 위하여)                                             | 3.4%            | 4.222%          | 4.758%          |
| 16       | 12 de março de 2017     | For the Last Golden Time (마지막 골든타임을 위하여)                                             | 4.4%            | 5.055%          | 5.601%          |
| Média    | Média                   | Média                                                                                           | 3.8%            | 4.357%          | 4.368%          |

- Este drama foi transmitido por um canal de televisão por assinatura, que normalmente tem um público relativamente menor em comparação com as emissoras de televisão abertas (KBS, SBS, MBC e EBS).
- Os episódios 5 e 6 foram adiados por causa do Ano Novo Coreano.

## Prêmios e indicações
| Ano  | Prêmio                          | Categoria               | Trabalho nomeado | Resultado | Ref.  |
| ---- | ------------------------------- | ----------------------- | ---------------- | --------- | ----- |
| 2017 | Korean Film Shining Star Awards | Prêmio Estrela do Drama | Jang Hyuk        | Venceu    | [ 7 ] |

## Adaptações
Um remake japonês, intitulado Voice 110 Emergency Control Room (título literal), está confirmado para começar a ser exibido em julho de 2019 na Nippon TV às 22h (horário no Japão).
Um remake da tailandês está confirmado para ser transmitido em novembro de 2019 no True4U.